# أنديرس أريكسون (لاعب هوكي جليد)
أنديرس أريكسون (بالسويدية: Anders Eriksson)‏ هو لاعب هوكي جليد سويدي، ولد في 17 مارس 1985 في Floda, Lerum ‏ في السويد.

## وصلات خارجية
- أندرس أريكسون على موقع EliteProspects.com (الإنجليزية)
- أندرس أريكسون على موقع Eurohockey.com (الإنجليزية)
- أندرس أريكسون على موقع HockeyDB.com (الإنجليزية)